# 重庆农业职业学院
重庆农业职业学院是由重庆市人民政府举办、重庆市农业农村委员会主管、重庆市教育委员会业务指导的全日制公办普通高等职业院校，坐落于重庆市永川区。

## 历史
- 2025年5月，中华人民共和国教育部发布《教育部办公厅关于公布2025年度第二批实施专科教育高等学校备案名单的函》，重庆农业职业学院正式被批准设置。[3]

## 院系、专业设置

### 专业设置[4]
- 现代农业技术
- 现代农业装备应用技术
- 休闲农业经营与管理
- 现代农业经济管理
- 畜牧兽医